# Alle mine skibe
Alle mine skibe er en dansk dokumentarfilm fra 1951 med instruktion og manuskript af Theodor Christensen.

## Handling
Den lille havfrue på Langelinie er genbo til det store skibsværft. Hun følger bygningen af skibe, hun følger svejser Helge Jensen i hans arbejde og deler hans erindringer om krigens tid, der benyttedes til dygtiggørelse og forberedelse af fredens genopbygningsarbejde. De er nødvendige og nyttige i landenes samarbejde.